# Bahnstrecke Châteaubriant–Rennes
| Triebwagen in Retiers |                      |                                          |                                          |
| Streckennummer (SNCF): | 466 000              |                                          |                                          |
| Kursbuchstrecke (SNCF): | 372                  |                                          |                                          |
| Streckenlänge: | 60,1 km              |                                          |                                          |
| Spurweite: | 1435 mm (Normalspur) |                                          |                                          |
| Maximale Neigung: | 15 ‰                 |                                          |                                          |
| Minimaler Radius: | 500 m                |                                          |                                          |
| Streckengeschwindigkeit: | 40 km/h              |                                          |                                          |
| |                      |                                          |                                          |
| \| \| \| Bahnstrecke Nantes–Châteaubriant \| \| \| \| \| v. Montoir-d.-B. und v. Ploërmel \| \| \| \| 0.0 \| Châteaubriant \| Châteaubriant \| \| \| \| nach Sablé \| \| \| \| 5,5 \| Noyal-sur-Brutz \| Noyal-sur-Brutz \| \| \| 9,5 \| Brutz, Grenze von Département und Region \| Brutz, Grenze von Département und Region \| \| \| 14,9 \| Martigné-Ferchaud \| Martigné-Ferchaud \| \| \| \| Bahnstrecke Martigné-Ferchaud–Vitré \| \| \| \| \| Semnon \| \| \| \| 26,6 \| Retiers \| Retiers \| \| \| 29,9 \| Le Theil-de-Bretagne \| Le Theil-de-Bretagne \| \| \| 36,4 \| Janzé \| Janzé \| \| \| 43,3 \| Corps-Nuds \| Corps-Nuds \| \| \| 46,8 \| Saint-Armel \| Saint-Armel \| \| \| 48,6 \| Seiche \| Seiche \| \| \| 50,5 \| Vern-sur-Seiche \| Vern-sur-Seiche \| \| \| 56,3 \| Rennes-La Poterie \| Rennes-La Poterie \| \| \| \| aus Paris und LGV BPL \| \| \| \| 60,3 \| Rennes \| Rennes \| \| \| \| n. Brest, n. Redon, n. Saint-Malo \| \| |                      |                                          |                                          |
| Strecke |                      | Bahnstrecke Nantes–Châteaubriant         | Bahnstrecke Nantes–Châteaubriant         |
| Abzweig geradeaus und ehemals von links |                      | v. Montoir-d.-B. und v. Ploërmel         | v. Montoir-d.-B. und v. Ploërmel         |
| Bahnhof | 0.0                  | Châteaubriant                            | Châteaubriant                            |
| Abzweig geradeaus und ehemals nach rechts |                      | nach Sablé                               | nach Sablé                               |
| ehemaliger Bahnhof | 5,5                  | Noyal-sur-Brutz                          | Noyal-sur-Brutz                          |
| Brücke über Wasserlauf | 9,5                  | Brutz, Grenze von Département und Region | Brutz, Grenze von Département und Region |
| Haltepunkt / Haltestelle | 14,9                 | Martigné-Ferchaud                        | Martigné-Ferchaud                        |
| Abzweig geradeaus und ehemals nach rechts |                      | Bahnstrecke Martigné-Ferchaud–Vitré      | Bahnstrecke Martigné-Ferchaud–Vitré      |
| Brücke über Wasserlauf |                      | Semnon                                   | Semnon                                   |
| Bahnhof | 26,6                 | Retiers                                  | Retiers                                  |
| Haltepunkt / Haltestelle | 29,9                 | Le Theil-de-Bretagne                     | Le Theil-de-Bretagne                     |
| Bahnhof | 36,4                 | Janzé                                    | Janzé                                    |
| Haltepunkt / Haltestelle | 43,3                 | Corps-Nuds                               | Corps-Nuds                               |
| Haltepunkt / Haltestelle | 46,8                 | Saint-Armel                              | Saint-Armel                              |
| Brücke über Wasserlauf | 48,6                 | Seiche                                   | Seiche                                   |
| Bahnhof | 50,5                 | Vern-sur-Seiche                          | Vern-sur-Seiche                          |
| Haltepunkt / Haltestelle | 56,3                 | Rennes-La Poterie                        | Rennes-La Poterie                        |
| Abzweig geradeaus und von rechts |                      | aus Paris und LGV BPL                    | aus Paris und LGV BPL                    |
| Bahnhof | 60,3                 | Rennes                                   | Rennes                                   |
| Strecke |                      | n. Brest, n. Redon, n. Saint-Malo        | n. Brest, n. Redon, n. Saint-Malo        |

Die Bahnstrecke Châteaubriant–Rennes ist eine eingleisige französische Bahnstrecke, die den Bahnhof von Châteaubriant mit dem Bahnhof Rennes verbindet. Sie führt dabei vom Département Loire-Atlantique in das Département Ille-et-Vilaine und dient vorrangig dem Regionalverkehr im Zulauf auf Rennes. Bei SNCF Réseau hat sie die Nummer 466 000.

## Geschichte
Rennes war bereits 1857 von der Bahnstrecke Paris–Brest erreicht worden, Châteaubriant erhielt seinen Bahnanschluss 1877 mit der Bahnstrecke Nantes–Châteaubriant und dem östlichen Teil der Bahnstrecke Sablé–Montoir-de-Bretagne.
Das öffentliche Interesse an dieser Bahnstrecke wurde in einem Gesetz vom 3. April 1878 festgestellt. Es wurde keine Konzession an ein privatwirtschaftliches Bahnunternehmen vergeben, sondern 1879 dem ministre des travaux publics (Bauministerium) der Auftrag erteilt, die Strecke auf Staatskosten zu bauen.
Sie wurde am 28. Dezember 1881 durch den Staat eröffnet. 1883 wurde sie an die Compagnie des chemins de fer de l'Ouest übergeben, die bereits Paris–Rennes–Brest und mehrere davon abzweigende Strecken sowie Sablé–Montoir-de-Bretagne einschließlich des Bahnhofes Châteaubriant betrieb.
Ende 1908 wurde die Strecke wieder abgegeben und von den Chemins de fer de l’État aufgekauft.
Ab deren Gründung am 1. Januar 1938 gehörte sie zur SNCF, heute (2017) zu deren Infrastrukturtochter SNCF Réseau.
Im Juli 2016 musste die Höchstgeschwindigkeit wegen Streckenschäden auf 40 km/h herabgesetzt werden.

## Streckenbeschreibung

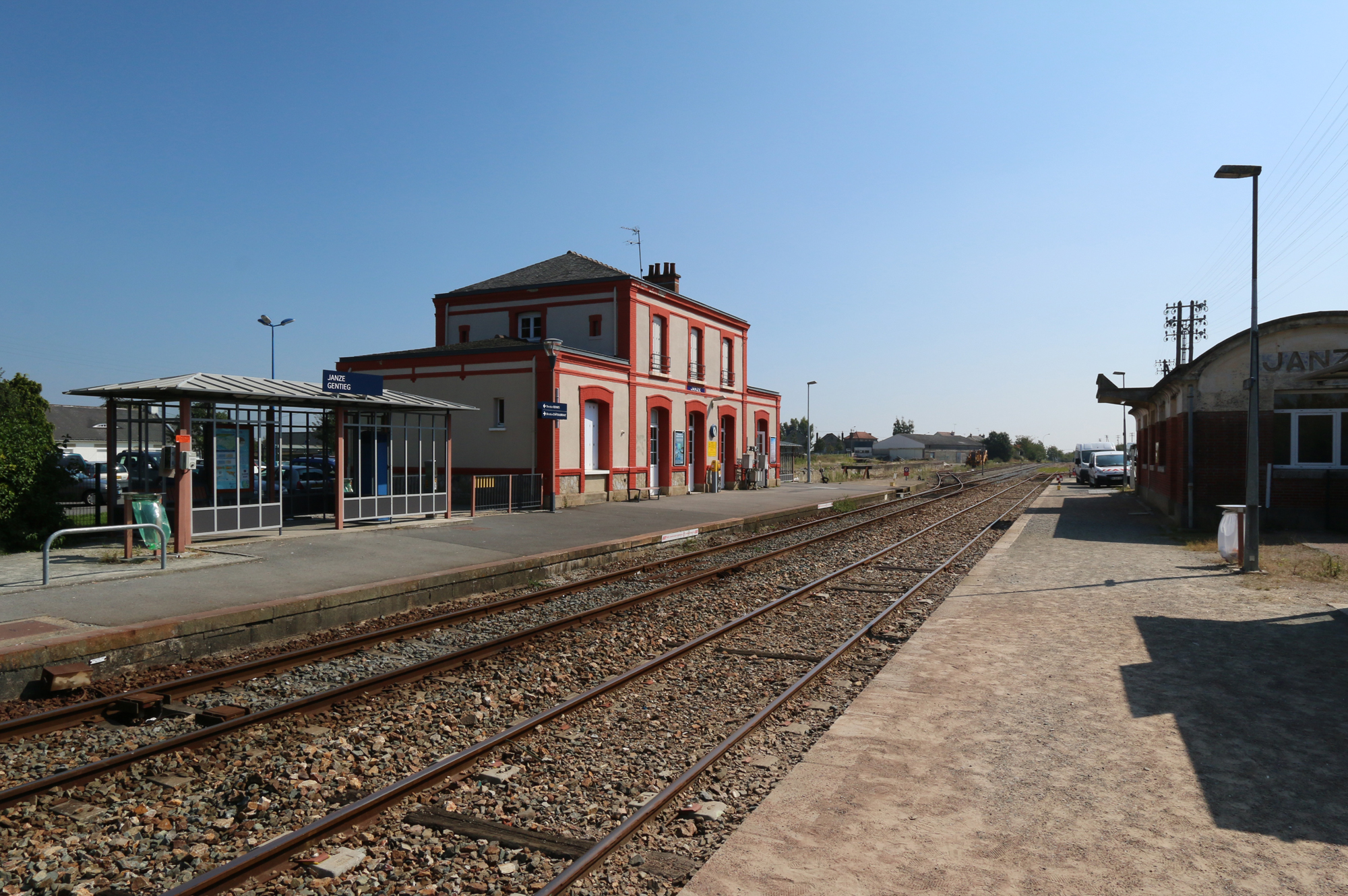
Bahnhof Janzé

Die Strecke verlässt Châteaubriant in nördliche, leicht nordöstliche, Richtung. Hinter dem ehemaligen Bahnhof von Noyal-sur-Brutz quert sie die Brutz und wechselt in das Département Ille-et-Vilaine und damit in die heutige Region Bretagne. Um Martigné-Ferchaud herum wechselt sie auf nordwestliche Richtung. Hier zweigte eine Nebenstrecke nach Vitré ab, heute ist hier nur noch ein Haltepunkt. Die Strecke führt weiter über Retiers und Janzé. Ab Corps-Nuds verläuft sie wieder nach Norden. Das Stadtgebiet von Rennes wird in La Poterie erreicht, der Halt ist jedoch etwa 1 km vom gleichnamigen Endpunkt der Metro Rennes entfernt. In einer Linkskurve nähert sie sich an die Strecke aus Paris an und erreicht den Bahnhof Rennes von Osten.
Die Strecke ist mittelmäßig trassiert, sie hat auf längeren Abschnitten Neigungen um 15 ‰. Die Kurvenradien gehen bis auf 500 m hinunter.
Bei Vern-sur-Seiche und Retiers bestehen Anschlüsse für Güterverkehr.

## Verkehr

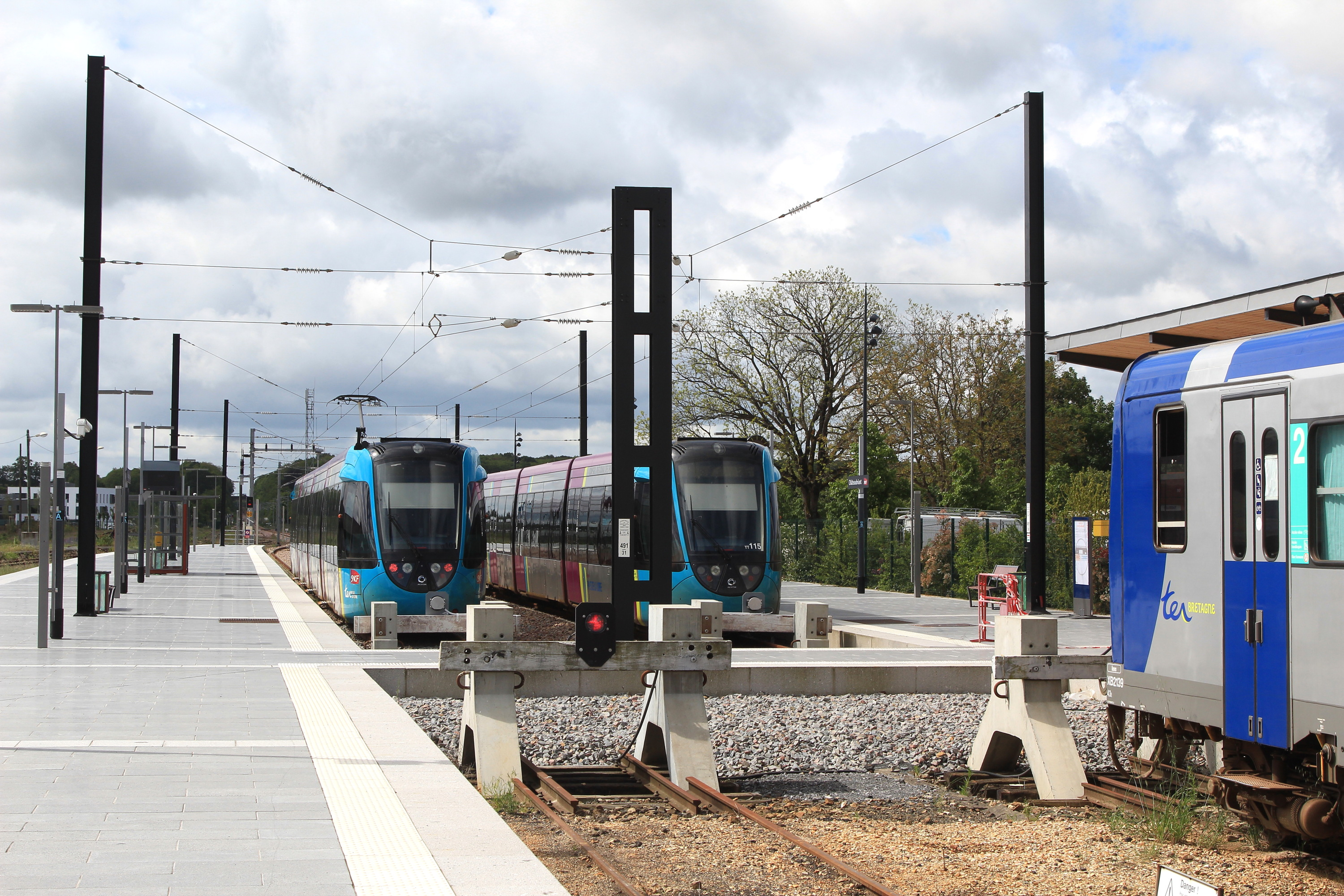
Der Triebwagen aus Rennes (rechts) hat in Châteaubriant Anschluss an den „Tram-Train“ nach Nantes

Der Betrieb ist im Frühjahrsfahrplan 2017 sehr stark ausgedünnt. Montags bis freitags verlassen fünf Fahrten Rennes in diese Richtung, je zwei enden in Janzé und Retiers, nur einer fährt die gesamte Strecke durch. Sonnabends fahren drei und sonntags zwei Züge, die dann aber auf der gesamten Strecke. Die Fahrzeit beträgt 1 h 25 für die gesamte Fahrt.